# Нафта
На́фта (від грец. ναφθα; лат. petroleum, іст. укр. ропа) — горюча корисна копалина, складна суміш вуглеводнів різних класів з невеликою кількістю органічних кисневих, сірчистих і азотних сполук, що, як правило, являє собою густу оліїсту рідину. Забарвлення червоно-коричневе, буває жовто-зелене і чорне, іноді зустрічається безбарвна нафта. Нафта має характерний запах, легша за воду, у воді нерозчинна. За хімічною природою і походженням близька до природних горючих газів, озокериту, асфальту.
Нафта утворюється разом з газоподібними вуглеводнями на глибині понад 1,2–2 км; залягає на глибинах від десятків метрів до 5–6 км. Однак на глибинах понад 4,5–5 км переважають газові і газоконденсатні поклади з незначною кількістю легких фракцій. Максимальне число покладів нафти розташовується на глибині 1–3 км. Поблизу земної поверхні нафта перетворюється на густу мальту, асфальт і ін. наприклад, бітумінозні піски і бітуми.
Нафта — найважливіше джерело рідкого палива, мастил, сировина для синтетичних матеріалів тощо.

## Походження назви
Українське слово «нафта» походить від грецького νάφθα, яким у давнину звали пальну рідину, вироблювану з нафти. Вона використовувалася замість освітлювальної олії, а також як компонент «грецького вогню». У сучасній грецькій словом νάφθα називають лігроїн — одну з нафтових фракцій. Від латинського слова naphtha («пальна рідина», «лігроїн»), запозиченого з давньогрецької, походять назви лігроїну у більшості європейських мов. Грецьке походження має і турецьке neft, від якого походить рос. нефть («нафта»).
Грецьке νάφθα, судячи з усього, має перське походження (naft). Походження перського naft неясне: одна з версій пов'язує його з авест. napta- («вологий»), тобто буквально — «вологість», «рідина». За іншою — воно походить від аккадського дієслова «вивергнути» (тобто, «вивержене землею»). Інші етимологічні гіпотези пов'язані з аккадським naptu («запалення») — це могло відображати паливні властивості нафти — або мідійським nafata («просочуватися»), тобто «просочене з надр землі».
Середньолатинська назва нафти petroleum («петролеум») походить від давньогрецького πετρέλαιον, утвореного зі слів πέτρα («скеля») та ἔλαιον («олія»). Тобто, буквально — «скельна олія», «кам'яна олія». Латинське слово послужило основою назвам нафти у більшості європейських мов: фр. pétrole, ісп. petróleo, італ. petrolio, англ. petroleum. У германських мовах, менш схильних до прямих запозичень, використовували напівкальку з латини, наприклад німецьке Erdöl — «земляна олія». В американському варіанті англійської мови щодо нафти часто уживають слово oil, тобто «олія».
У слов'янських мовах поруч із запозиченою формою («нафта») використовувались самобутня назва «ропа», яка означала не тільки нафту та бітум, але й соляний розчин (походження терміна «ропа» пов'язане з використанням цих речовин у медицині, зокрема для загоєння ран). Не випадково на заході України в районах нафтових родовищ спостерігаємо значну кількість топонімів, пов'язаних зі словом «ропа». Галицькі гірники, що видобували нафту, звалися «ріпниками», що назавжди закарбувалося в яскравих творах І. Франка («Борислав», «Борислав сміється» та ін.). Термін «ропа» зустрічається в українських писемних джерелах XVI ст. Крім того, на заході України нафту називали «скельним олієм». Староукраїнські та діалектні назви нафти — кип'ячка, теку́чка.

## Походження нафти
Проблема походження нафти і формування її родовищ має велике практичне значення, тому що її вирішення дозволить обґрунтовано підходити до пошуку і розвідки нафтових родовищ та оцінювання їх запасів, однак і зараз серед геологів та хіміків є прихильники як гіпотези неорганічного, так і органічного походження нафти.
Походження нафти і газу — одне з найскладніших і дискусійних питань в геології. Ця проблема виникла ще у XVI ст. і продовжує залишаться дискусійною дотепер.
Основними труднощами, що стоять перед дослідниками питання про походження «природної нафти», розуміючи під цією назвою широкий комплекс газоподібних, рідких і твердих вуглеводних сполук, є явно вторинний характер залягання нафтових бітумів і відсутність у самій нафті залишків вихідної органічної тканини. Позбавлені прямих і переконливих фактів, що належать безпосередньо до досліджуваного об'єкта, дослідники змушені оперувати непрямими міркуваннями і фактами, що допускають різне тлумачення. Через це немає єдності думок навіть у такому кардинальному питанні, як питання про органічне чи неорганічне походження нафти. Сьогодні переважна більшість геологів підтримують думку про наявність двох механізмів утворення нафти: із залишків живої матерії, а також неорганічного походження нафти з еманацій верхньої мантії. Ці механізми мають вагомі підтвердження як геологічного, так і хімічного порядку.
Однією з причин утворення нафти вважають Океанічні безкисневі події. 

## Загальна характеристика нафт і нафтових фракцій вуглеводнів

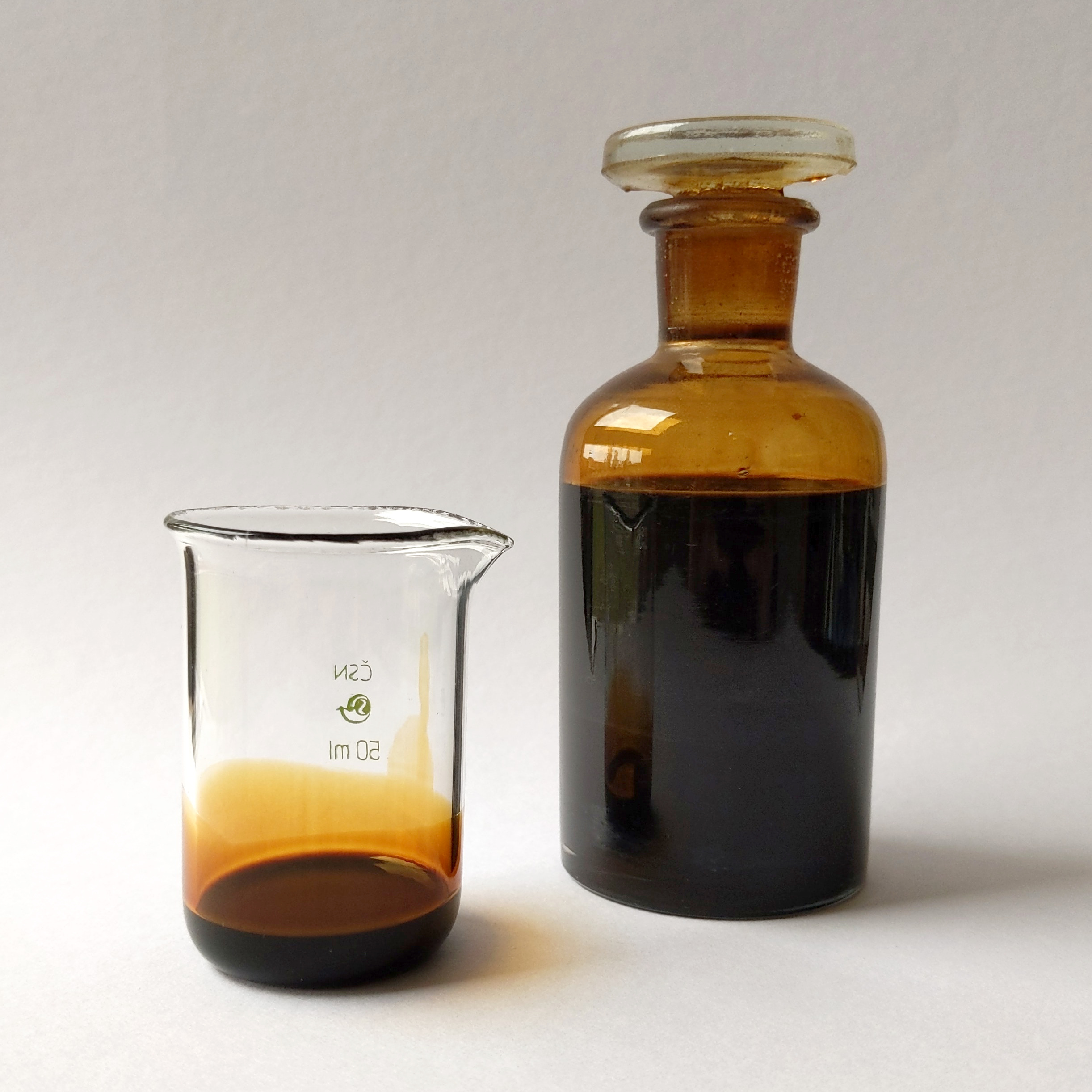
Зразок сирої нафти

Нафти є складними сумішами вуглеводнів і різноманітних кисневих, азотних і сірчистих сполук. В природі зустрічаються нафти, що містять більше гетероатомних органічних сполук, ніж власне вуглеводнів, і такі, що складаються майже виключно з вуглеводнів. З фізичної точки зору нафта розглядається як розчин газоподібних і твердих вуглеводнів в рідині. Природна нафта, що видобувається з надр землі, завжди містить деяку кількість розчинених в ній газів (попутні природні гази), головним чином метану і його гомологів. Як правило, одержувані при фракційній перегонці нафти дистиляти — бензинові, гасові, солярові, масляні і мазут — рідкі речовини. До твердих (при кімнатній температурі) нафтоскладових належать парафіни, церезини і гудрон.
Головне місце в груповому хімічному складі нафт належить вуглеводням — метановим, нафтеновим і ароматичним. Ця обставина використана при побудові хімічної класифікації нафт, основи якої розроблені в ГрозНДІ (Грозненський НДІ).
За переважанням (більше 75 % по масі) якого-небудь одного з класів вуглеводнів розрізняють, по-перше, 3 основні класи нафт, а саме:
1. метанові (М),
2. нафтенові (Н),
3. ароматичні (А).
По-друге, розрізняють також 6 змішаних класів нафт, в яких при ~50 % по масі якого-небудь одного класу вуглеводнів міститься додатково не менше 25 % іншого класу вуглеводнів, тобто класи:
4. метаново-нафтенові (М-Н),
5. нафтеново-метановий (Н-М),
6. ароматично-нафтенові (А-Н),
7. нафтеново-ароматичний (Н-А),
8. ароматично-метанові (А-М),
9. метаново-ароматичний (М-А).
В змішаному (10) типі нафти (М-Н-А) всі класи вуглеводнів містяться приблизно порівну.
Клас нафти за груповим хімічним складом вуглеводнів умовно визначають не у всій пробі нафти, а лише в її погонах, що википають до З00 °С. Нафти не тільки різних, але і одного і того ж родовища можуть давати при розгоні фракції, що википають до 300 °С, в різних кількостях. Проте в більшості нафт вуглеводні становлять частіше всього 30-50 % і лише досить рідко вони переважають вміст інших органічних сполук. Разом с тим такі кисень- і сірковмісні сполуки нафти, як смолянисті і асфальтові речовини, іноді можуть досягати у складі нафт 10–20 % и більше. В таких випадках їх відносять до особливої групи смолянистих нафт. Якщо нафти містять ще більше смолянистих і асфальтових речовин, вони відносяться до перехідних утворень між нафтами і природними асфальтами. Тверді залишки, що випарувалися і вивітрені, нафти називаються кір (звідси закіровані породи).
Нафти в природних умовах містять як розчинені в них попутні гази, так і воду, в якій розчинені мінеральні солі. Крім розглянутої вище хімічної класифікації нафт розроблені також технологічні класифікації.
В основу технологічної класифікації нафт покладено: вміст сірки в нафтах і світлих нафтопродуктах, вихід фракцій, що википають до 350 °С, потенційний вміст базових масел (а також індекс їх в'язкості) і парафіну.
За вмістом загальної сірки розрізняють три класи нафт: І — S не більше 0,5 % (малосірчисті), II — S = 0,51–2 % (сірчисті) і III — S > 2 % (високосірчисті).
Необхідно відзначити, що як і в процесі утворення ТГК, наприклад гумусного вугілля різної зрілості, так і при складних перетвореннях нафт і ті і інші зазнають метаморфізму. При цьому термін «метаморфізм» слід розуміти не тільки як стадію перетворень органічних речовин вугілля і нафти, а як направлену зміну тих або інших їх властивостей під впливом чинників метаморфізму. Чинники метаморфізму для нафт і вугілля одні і ті ж (теплова дія, тиск, час) і виявляються вони в геологічних умовах приблизно однаково. Проте є й відмінності. Найістотніша з них полягає в тому, що для вуглеутворення каталітичні процеси мають не таке важливе значення, як для нафто утворення, причому процес нафтоутворення є в основному термокаталітичним.
Крім того, встановлений генетичний зв'язок процесів перетворення нафт і вугілля. Абсолютно чітка відповідність типу нафт маркам вугілля, що є в тих же або стратиграфічно близьких відкладеннях, свідчить про те, що тип нафт, як і характер вугілля, визначається не тільки вихідним органічним матеріалом і умовами його поховання, але багато в чому й інтенсивністю метаморфізму.
Здатність нафти до розділення на простіші складові частини (фракції, дистиляти) за температурою кипіння (фракційна перегонка або фракціонування), відіграє значну роль у сучасній нафтопереробці й у дослідженнях фракційного, групового й індивідуального вуглеводневого складу нафт і нафтопродуктів. Фракційний склад показує вміст фракцій, що википають у певних температурних межах.
Для визначення фракційного складу нафт у лабораторній практиці поширення одержали такі методи перегонки:
1. низькотемпературна ректифікація — для зріджених газів і фракцій вуглеводнів, що киплять при температурі менше 20 °C;
2. середньотемпературна перегонка — для нафтопродуктів, що википають до 350 °C;
3. вакуумна перегонка — для рідин, що википають при температурі вище 350 °C;
4. молекулярна дистиляція — для високомолекулярних речовин;
5. перегонка методом одноразового випарювання.

Звичайно нафти густиною менше 0,9 г/см³ починають кипіти при температурі нижче 100 °C. Температура початку кипіння нафти залежить від її хімічного складу, причому при одній і тій же густині нафтенові й ароматичні вуглеводні киплять при нижчій температурі, ніж метанові. При переробці нафти в лабораторних умовах відбирають такі фракції:
1. від 40 до 180–200 °C — бензинові фракції, у яких можуть виділяти вузькі відгони:
  - від 40 до 70–90 °C — петролейний ефір і
  - від 160 до 205 °C — лігроїн;
2. від 200 до 300 °C — гасові фракції;
3. 270–350 °C — газойлева фракція;
4. 300–370 °C — солярова фракція;
5. залишок після відгону усіх фракцій називається мазутом.

У промислових умовах перегонка нафти здійснюється одноразовим випарюванням з подальшою ректифікацією, при якій відбирають такі світлі фракції: бензинову (до 180 °C), гасову (120–315 °C), дизельну чи гасогазойлеву (180–350 °C) і різні проміжні відгони. Світлі фракції за допомогою наступного очищення, змішування, а іноді і після вторинного перегону перетворюються в продукти прямого гону нафти.
До світлих товарних нафтопродуктів прямого перегону відносять бензин (автомобільний і авіаційний), розчинник у лакофарбовому виробництві, що заміняє скипидар («уайт-спірит»), розчинник для гумової промисловості, екстракційний, петролейний ефір, лігроїн (приладовий), гас (освітлювальний, для технічних цілей). Мазут переробляється перегоном під вакуумом для одержання масляних фракцій.
Дистиляційні олії (авіаційні, автомобільні, дизельні, індустріальні і білі), що утворюються після перегону мазуту, відбираються за в'язкістю, а не за температурою кипіння і густиною.
Залишок після перегону мазуту (вище 500 °C) називається гудроном, чи напівгудроном у залежності від в'язкості. Використовуються вони для приготування високов'язких мастил, будівельних і дорожніх нафтових бітумів. «Залишковими оліями» називають продукти, що одержують з гудронів екстракцією органічними розчинниками.
Значна частина мазуту використовується як паливо на електростанціях і в суднових двигунах. Деяка кількість мазуту є сировиною для одержання легких моторних палив методами крекінгу. Перегону на олії піддають тільки мазути так званих «масляних нафт», мазути яких у деяких випадках використовуються як мастила без перегонки.

## Склад і властивості нафти

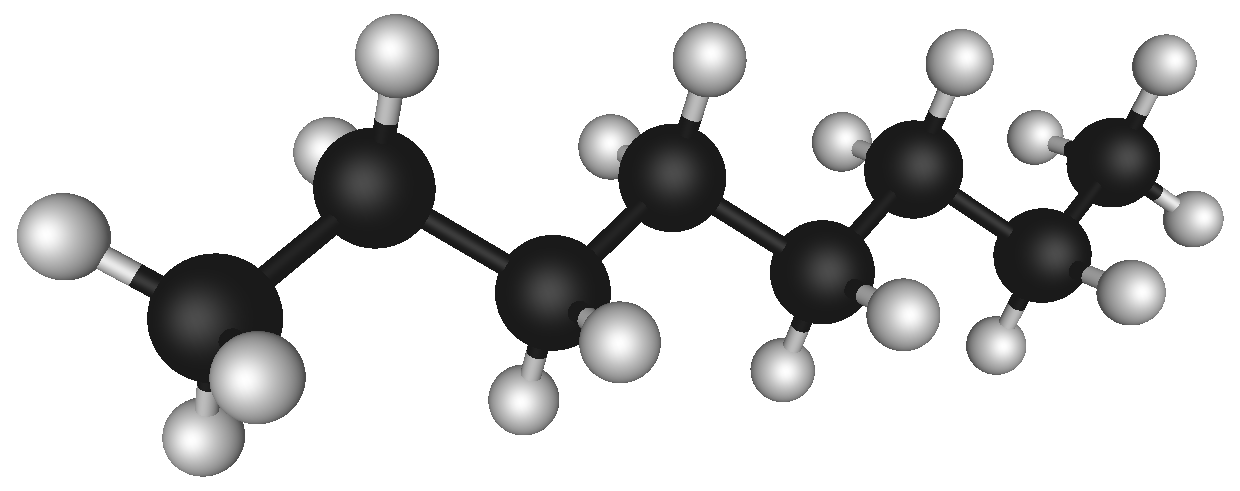
Октан — один з вуглеводнів нафти, атоми вуглецю позначені чорними, а водню — білими сферами

За хімічною природою і походженням нафта близька до природних горючих газів, озокериту, а також асфальту. Іноді в каустобіолітів  — горючих мінералів біогенного походження, які включають також торф, буре і кам'яне вугілля, антрацит, сланці. Нафта утворюється разом з газоподібними вуглеводнями на глибині понад 1,2–2 км; залягає на глибинах від десятків метрів до 5–6 км. Однак на глибинах понад 4,5–5 км переважають газові і газоконденсатні поклади з незначною кількістю легких фракцій. Максимальне число покладів нафти розташовується на глибині 1–3 км. Поблизу земної поверхні нафта перетворюється в густу мальту, асфальт і інше наприклад, бітумінозні піски і бітуми.

### Фізичні властивості
Середня молекулярна маса нафти 220–300 г/моль (рідко 450–470). Густина 0,65–1,05 (зазвичай 0,82–0,95 г/см³); нафта, густина якої нижче 0,83, — легка, 0,831–0,860 — середня, вище за 0,860 — важка. Вона містить велике число різних органічних речовин і тому характеризується не температурою кипіння, а температурою початку кипіння рідких вуглеводнів (зазвичай > 28 °C, рідше > 100 °C — для важких нафт) і фракційним складом — виходом окремих фракцій, що переганяються спочатку при атмосферному тиску, а потім під вакумом у певних температурних межах, як правило, до 450–500 °С (википає ~80 % об'єму проби), рідше 560–580 °С (90–95 %). Температура застигання від -60 до +30 °C; залежить переважно від вмісту в нафті парафіну і легких фракцій. В'язкість змінюється в широких межах (від 2 до 266 мм²/с для різних нафт), визначається фракційним складом нафти та її температурою, а також вмістом смолисто-асфальтенових речовин. Питома теплоємність 1,7–2,1 кДж/(кг•К); діелектрична проникність 2,0–2,5; електрична провідність від 2•10−10 до 0,3•(10-18) Ом−1•см−1.
Колір нафти змінюється від жовтого до чорного забарвлення з ростом її густини. Нафтові вуглеводні (бензин, лігроїн, гас і деякі висококиплячі продукти), як правило, безбарвні, якщо добре очищені. Однак найчастіше крекінг-бензини, гаси, висококиплячі продукти прямої перегонки нафти в залежності від ступеня очищення мають ясно-жовтий і жовтий колір.
Для більшості нафт і їхніх фракцій характерна флуоресценція: вони мають синюватий чи зеленуватий колір у відбитому світлі, що пов'язано з присутністю в них хризену, октилнафталіну й інших багатоядерних вуглеводнів ароматичного ряду.
Нафти і нафтові фракції з температурою кипіння понад 300 °C проявляють люмінесценцію — світіння, що виникає при їхньому опроміненні ультрафіолетовими променями. До люмогенних речовин входять нафтенові кислоти, поліциклічні ароматичні вуглеводні та смоли.
Коефіцієнт світлопоглинання нафти — використовуваний при застосуванні методу фотокалориметрії показник світлопоглинання нафти kсп, який розраховується за формулою kсп =Д/(0,4343 се) і змінюється головним чином в залежності від вмісту асфальтено-смолистих речовин, де Д — оптична густина розчину; с — концентрація речовини; е — товщина шару поглинання.
Теплоємність пластової нафти — кількість теплоти, яка необхідна для нагрівання 1 кг нафти на 1 °C. Залежить від тиску, температури та кількості розчиненого газу і змінюється приблизно в межах 0,800–3590 кДж/(кг °C).

### Хімічний склад і властивості нафти
До складу нафти входять: вуглеводні метанові, нафтенові, рідше ароматичні, невеликі кількості кисневих, сірчистих, азотистих органічних сполук (нафтових кислот, асфальтенів, смол і ін.); мінеральні речовини — при елементарному складі — вуглець (в середньому 86 %), водень (в середньому 13 %), сірка, азот, кисень, зола з великим переліком мікрокомпонентів.
Елементний склад (%): вуглець 80–88, водень 11,0-14,5, сірка 0,01–6 (рідко до 8), кисень 0,005–0,7 (рідко до 1,2), азот 0,001–1,8. Основу технологічної класифікації нафти складають: вміст сірки (клас I — малосірчисті нафти, що включають до 0,5 % S; клас II — сірчисті нафти з 0,5-2 % S; клас III — високосірчисті нафти, що містять понад 2 % S). Усього в нафті виявлено понад 50 хімічних елементів. Так, нарівні зі згаданими в нафті присутні V (10−5–10−2%), Ni(10−4–10−3%), Cl (від слідів до 2•10−2%) і т. д.
Нафта являє собою суміш близько 1000 індивідуальних речовин, з яких велика частина — рідкі вуглеводні (понад 500, або зазвичай 80–90 мас.%) і гетероатомні органічні сполуки (4–5 мас.%), переважно сірчисті (близько 250), азотисті (понад 30) і кисневі (близько 85), а також метал-органічні сполуки (в основному ванадієві і нікелеві); інші компоненти — розчинені вуглеводневі гази (C1-C4, від десятих часток до 4 %), вода (від слідів до 10 %), мінеральні солі (головним чином хлориди, 0,1–4000 мг/л і більше), розчини солей органічних кислот і ін., механічні домішки (частинки глини, піску, вапняку).
Мікроелементи нафти — хімічні елементи, наявні в нафтах у невеликих концентраціях (у тисячних або сотих частках процента) і виділяються в золі, що отримується після перегонки нафти (S, Mg, Na, O2, N2, Wn, P, Ni, J, Si, Ca, Fe, Al, Mn, Ag, Cu, Ti, U, Sn, As та ін.). У нафтах виявлено понад 40 мікроелементів, загальний вміст яких рідко перевищує 0,02–0,03 % від маси нафти. Синоними — мікрокомпоненти нафти, мінеральні речовини нафти.
Вуглеводневий склад. У нафті представлені парафінові (30–35, рідше 40–50 об'ємних %) і нафтенові (25–75 %), ароматичні (10–20, рідше до 35 %) і змішаної (гібридної) будови — парафіно-нафтенові, нафтено-ароматичні тощо.
Груповий склад вуглеводнів нафти — кількісна характеристика складу нафти або її фракцій за класами вуглеводнів, що входять до них — метанових, нафтенових і ароматичних. Синоними — груповий склад нафти, вуглеводневий склад нафти.
Поверхнево-активні речовини нафти — нафтенові кислоти, смоли, асфальтени і інші речовини, вміст яких у нафті зменшує її поверхневий натяг на межі з водою і сприяє утворенню абсорбційних шарів цих речовин на стінках порожнин.

### Фракційний склад
Фракційний склад нафти — продукти, які одержують з нафти в результаті її перегонки і розрізняються температурою кипіння, густиною та іншими властивостями: бензин, лігроїн, гас, мастила, залишковий гудрон. У заводських умовах при розгонці (дистиляції) нафти у відповідності з вимогами промисловості і якістю сировини одержують фракції бензинову, гасову, різні мастила і інші широкі фракції. Виділяють такі фракції (в °С): до 100 — бензин першого сорту, до 110 — бензин спеціальний, до 130 — гас звичайний, до 265 — гас (сорт «метеор»), до 270 — гас звичайний; залишок відносять до мазуту, з якого при підігріванні (у вакуумі) до 400–420 °С відбирають масляні фракції.

### Проба нафти
Проба пластової нафти — проба нафти, піднята з вибою свердловини глибинним пробовідбірником зі зберіганням пластового тиску, яка використовується при вивченні властивостей пластової нафти на спеціальній апаратурі.
Проба нафти рекомбінована — штучно створений взірець пластової нафти з сепарованої нафти і газу, відібраних з гирла свердловини чи сепараційного устаткування.

### Технологічні властивості
Нафта — легкозаймиста рідина, температура спалаху від -35 до +120 °C (залежить від фракційного складу і вмісту в ній розчинених газів). Питома теплота згоряння (нижча) 43,7–46,2 МДж/кг. Нафта розчинна в органічних розчинниках, у звичайних умовах не розчинна у воді, але може утворювати з нею стійкі емульсії. У технології для відділення від нафти води і розчинених у ній солей проводять зневоднення і знесолювання.
Товарні властивості нафти — фракційний і груповий склади нафти, вміст сірки і масел, теплота згоряння.

## Природний попутний газ у нафті
Нафта завжди в тій або іншій кількості містить розчинені попутні гази. Верхньою межею газонасиченості є тиск насичення, величина якого залежить від складу нафти і газу та умов знаходження покладу. Не зважаючи на те, що в нафтогазоносних басейнах газонасиченість нафт коливається в широкому інтервалі, середні її значення залишаються досить близькими. Так, середній газовий чинник для нафт країн СНД в цілому може бути прийнятий рівним 48 м³/т при коливаннях фонових значень в межах 20–110 м³/т. Для стародавніх платформ середня газонасиченість (47 м³/т) дещо нижче, ніж для молодих платформ (55 м³/т).
В межах окремих нафтогазоносних басейнів також спостерігаються закономірності в поведінці газонасиченості нафт. Так, для більшості з них спостерігається зростання газового чинника при збільшенні глибини залягання вмісних відкладів з наближенням до зон глибокого занурення фундаменту, а також в районах газонакопичення. Таким чином, слід підкреслити, що величина газового чинника нафт суттєво залежить від місцевих, локальних причин, що викликає істотний діапазон її коливань в окремих районах і продуктивних горизонтах. Проте середнє значення газонасиченості, що відображає загальніші умови взаємовідношення нафти і газу, зберігається досить постійним.

## Класифікація нафти
Класифікація нафт — розподіл нафт на класи, типи, групи і види.
За складом дистилятної частини нафти ділять на п'ять класів: метанова, метано-нафтенова, нафтенова, метано-нафтено-ароматична і нафтено-ароматична.
За вмістом сірки нафту ділять на малосірчисту (до 0,5 %), сірчисту (0,5–2 %) і високосірчисту (понад 2 %).
За вмістом фракцій, що википають при перегонці до температури 350 °С, її ділять на типи: Т1 (понад 45 %), Т2 (30–45 %), Т3 (менше 30 %).
За вмістом базових мастил нафти ділять на чотири групи: М1 (понад 25 %), М2 (20-25 %), М3 (15–20 %) і М4 (менше 15 %).
За вмістом твердих парафінів її ділять на три види: П1 (менше 1,5 %), П2 (1,5–6 %), П3 (понад 6 %).
За вмістом смол і асфальтенів нафту ділять на малосмолисту (до 10 %), смолисту (10-20 %) і високосмолисту (понад 20 %).
У практиці застосовується умовний поділ нафти на легку, середню і важку відповідно до густини до 850, 850–950 і понад 950 кг/м3.
За видом нетрадиційних колекторів: shale oil — сланцева нафта, Oil sands — нафтоносні піски, Tight oil — нафта щільних колекторів.
У нафтовій промисловості, найчастіше застосовується класифікація нафти за місцем видобутку, густиною та вмістом сірки. Нафти із певних джерел та із встановленим хімічним складом поділяються на марки або сорти, найвідомішими серед яких є три елітні сорти (також маркерні):
- West Texas Intermediate (WTI)
- Brent Crude
- Dubai Crude

У той час як загалом виділяється близько 160 марок нафти, що підлягають міжнародній торгівлі, три вказані вище сорти використовуються як головні покажчики світових цін на нафту.

### Різновиди нафти
| - Аномально в'язкі нафти - Важка нафта - Високосірчиста нафта - Малосірчиста нафта - Нафта асфальтової основи - Нафта видобувна - Нафта випадкова - Нафта газована - Нафта жива - Нафта загущена - Нафта залишкова - Нафта концесійна - Нафта легка | - Нафта малопарафіниста - Нафта малосмолиста - Нафта мертва - Нафта метанова - Нафта метано-нафтено-ароматична - Нафта метано-нафтенова - Нафта насичена газом - Нафта нафтено-ароматична - Нафта нафтенова - Нафта недонасичена газом - Нафта неньютонівська - Нафта нестислива - Нафта окиснена - Нафта пластова | - Нафта пружна - Нафта розгазована - Нафта сильносмолиста - Нафта сира - Нафта сірчиста - Нафта смолиста - Нафта стабілізована - Нафта товарна - Нафта чиста - Нафта чорна - Нафти парафінисті - нафта ньютонівська - Нафти парафінисті |

## Нафтова геологія

Схема родовища нафти і газу

Площа нафтоносності (газоносності) (рос. площадь нефтеносности (газоносности); англ. oil-bearing (gas-bearing) area, нім. erdöl- (erdgas)führende Fläche f) — площа поширення продуктивних нафтонасичених (газонасичених) колекторів у межах загальної площі покладу.
Поклад нафти і газу (рос. залежь газа и нефти ; англ. oil-and-gas reservoir; нім. Erdöl– und Erdgasvorkommen n) — природне локальне одиничне скупчення нафти і газу в одному або декількох сполучених між собою пластах-колекторах, що контролюються єдиним (спільним) ВНК чи ГНК. Межу між суміжними покладами (в одному і тому ж пласті чи резервуарі) проводять по зміні положення ВНК чи ГНК, фазового стану і фізико-хімічних властивостей вуглеводнів. Поклад є частиною родовища. Він є елементом нафтогазогеологічного районування територій.
Нафта і газ — єдині корисні копалини, що мають здатність переміщуватися (хоча до них вже починають стихійно відносити і чисту питну підземну воду). Через свою рухомість вони можуть завдавати шкоди довкіллю, але і накопичуються в надрах та утворюють поклади.

## Нафтові родовища

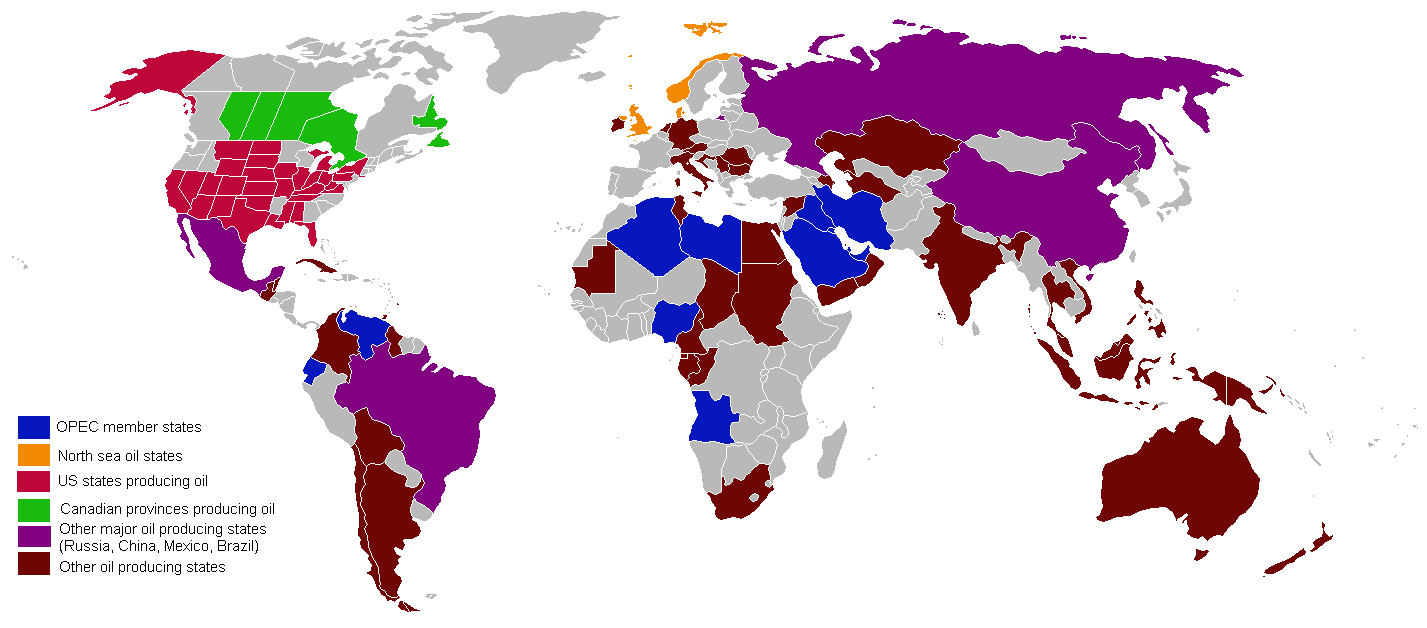
Країни-добувачі нафти

Великі нафтогазоносні осадові басейни приурочені до внутрішньоплатформних, внутрішньоскладчастих, складчастоплатформних та крайових прогинів, а також до периокеанічних платформних областей. Родовища нафти виявлені на всіх континентах, крім Антарктиди, і на значних площах акваторій. У світі відомо понад 30 тис. родовищ, з них 15–20 % газонафтові. Близько 85 % світового видобутку нафти дають 5 % родовищ. Найбільші запаси нафти в Саудівській Аравії, Кувейті, Ірані, Іраку.
Нафта і газ зустрічаються в породах різного віку — від кембрійських до пліоценових. Іноді нафта видобувається і з докембрійських порід, однак вважається, що її проникнення в ці породи вторинне. Найбільш давні поклади нафти у палеозойських породах, знайдені головним чином на території Північної Америки. Ймовірно, це можна пояснити тим, що тут найінтенсивніші пошуки проводилися в породах саме цього віку.
Більша частина нафтових родовищ розосереджена по семи регіонах світу і приурочена до внутрішньоматерикових депресій та окраїн материків:
1. Перська затока — Євразія;
2. Мексиканська затока — Карибське море (включаючи прибережні райони Мексики, США, Колумбії, Венесуели і о. Тринідад);
3. острови Малайського архіпелагу і Нова Гвінея;
4. Західний Сибір;
5. Північна Аляска;
6. Північне море (головним чином норвезький і британський сектори);
7. о. Сахалін з прилеглими ділянками шельфу.

Крім того, виділяють такі запаси нетрадиційної нафти: Tight oil — сланцева нафта — 300 млрд барелів, Oil sands — нафтоносні піски — 169 млрд барелів, Arctic offshore — запаси на арктичному шельфі — 90 млрд барелів, Presalt deepwater — глибоководні запаси нафти (від 300 до 7000 метрів під водою) — 75 млрд барелів. (Журнал Time, 9 квітня 2012 р. Дані EIA і OPEC).

## Видобуток нафти

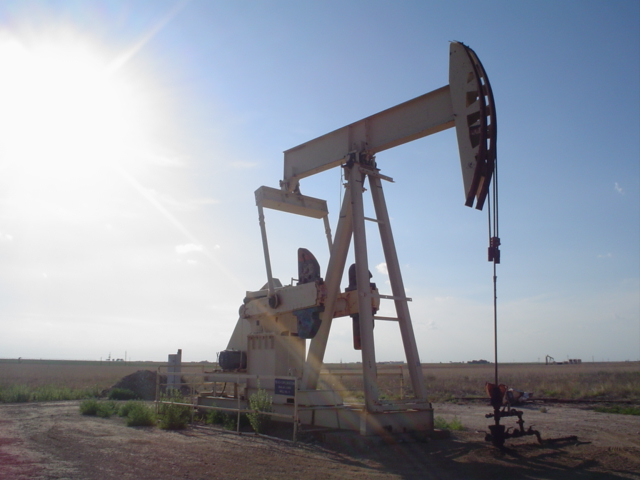
Верстат-качалка викачує нафту біля Лаббоку, Техас

Основні способи нафтовидобування: фонтанний (з використанням природного фонтанування нафти), компресорний і глибиннонасосний — найпоширеніший (із застосуванням занурених у бурову свердловину штангових та інших насосів). У сепараторах з видобутої нафти відокремлюють супутній газ і тверді домішки, на спеціальних установках її зневоднюють і знесолюють, після чого перекачують по нафтопроводах за призначенням.
Нафту почали добувати на березі Євфрату за 6-4 тис. років до нашої ери. Застосовувалася вона і як ліки. Стародавні єгиптяни використовували асфальт (окиснену нафту) для бальзамування. Нафтові бітуми використовувалися для приготування будівельних розчинів. Нафта входила до складу «грецького вогню».
Частка нафти в загальному споживанні енергоресурсів безперервно зростає: 3 % в 1900 р., 5 % перед Першою світовою війною 1914–1918 рр., 17,5 % напередодні Другої світової війни 1939–1945 рр., 24 % у 1950 р., 41,5 % у 1972 р., 48 % в 2004 р. У перспективі ця частка буде меншати внаслідок зростання застосування атомної і інших видів енергії, а також збільшення вартості видобутку.

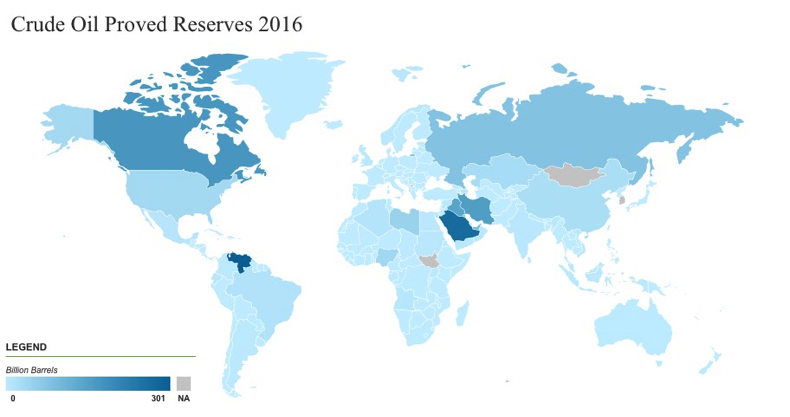
Поклади нафти, 2016 р.

За оцінками 2018 року, світові доведені поклади нафти складають 1,731 трлн барелів. В 2019 році по світу щодня видобувалося 95 млн барелів. За таких обсягів нафти вистачить ще на 50 років. Регіональних покладів за збереження поточного співвідношення запасів/видобутку вистачить найдовше в Південній та Центральній Америці на 144 роки, а найменше в Європі — на 12 років.
| Країна                     | Поклади, млрд барелів |
| -------------------------- | --------------------- |
| Венесуела                  | 303,2                 |
| Саудівська Аравія          | 266,2                 |
| Канада                     | 170,5                 |
| Іран                       | 157,2                 |
| Ірак                       | 148,8                 |
| Кувейт                     | 101,5                 |
| Об'єднані Арабські Емірати | 97,8                  |
| Росія                      | 80                    |
| Лівія                      | 48,36                 |
| Нігерія                    | 37,45                 |
| США                        | 35                    |
| Казахстан                  | 30                    |
| Китай                      | 25,63                 |
| Катар                      | 25,24                 |
| Бразилія                   | 12,63                 |
| Алжир                      | 12,2                  |

Видобуток нафти, 2016 р.

Найбільшу площу займає нафтогазоносний регіон Скелястих гір (штати Монтана, Вайомінг, Колорадо, північно-західна частина штатів Нью-Мексико, Юта, Аризона і Невада). Продуктивна товща має вік від нижньокам'яновугільного до крейдового. Серед найбільших родовищ виділяються Белл-Крик у південно-східній Монтані, Солт-Крик і западина Елк у Вайомінгу, Рейнджлі в західному Колорадо і нафтогазоносний район Сан Хуан на північному заході Нью-Мексико.
Промисловий видобуток нафти в Тихоокеанській геосинклінальній провінції зосереджений у Каліфорнії і на півночі Аляски, де знаходиться одне з найбільших нафтогазових родовищ у світі — Прадхо-Бей. У майбутньому, по мірі виснаження цього родовища, розробка покладів нафти, можливо, переміститься в межі Арктичного фауністичного резервату, де нафтові ресурси оцінюються майже в 1,5 млрд т. Основний нафтогазоносний район Каліфорнії — долина Сан-Хоакін — включає такі найбільші родовища, як Сансет-Мадуей, Кеттлмен-Гіллс і Коалінга. Великі родовища розташовані в басейні Лос-Анджелес (Санта-Фе-Спрінгс, Лонг-Біч, Вілмінгтон), менше значення мають родовища Вертура і Санта Марія. Більша частина каліфорнійської нафти пов'язана з міоценовими і пліоценовими відкладами.
Канада видобуває щорічно 89,9 млн т нафти, головним чином у провінції Альберта. Крім цього, нафтогазові родовища розробляються в Британській Колумбії (переважно газові), Саскачевані і південно-західній Манітобі (північне продовження басейну Віллістон).
У Мексиці основне залягання нафти і газу знаходиться на узбережжі Мексиканської затоки в районах Тампіко, Посаріка-де-Ідальго і Мінатитлан.
Найбільший нафтогазоносний басейн Південної Америки — Маракайбо розташований у межах Венесуели і Колумбії. Венесуела — провідний виробник нафти в Південній Америці. Друге місце належить Бразилії, третє — Аргентині, а четверте Колумбії. Нафта видобувається також в Еквадорі, Перу і Тринідаді і Тобаго.

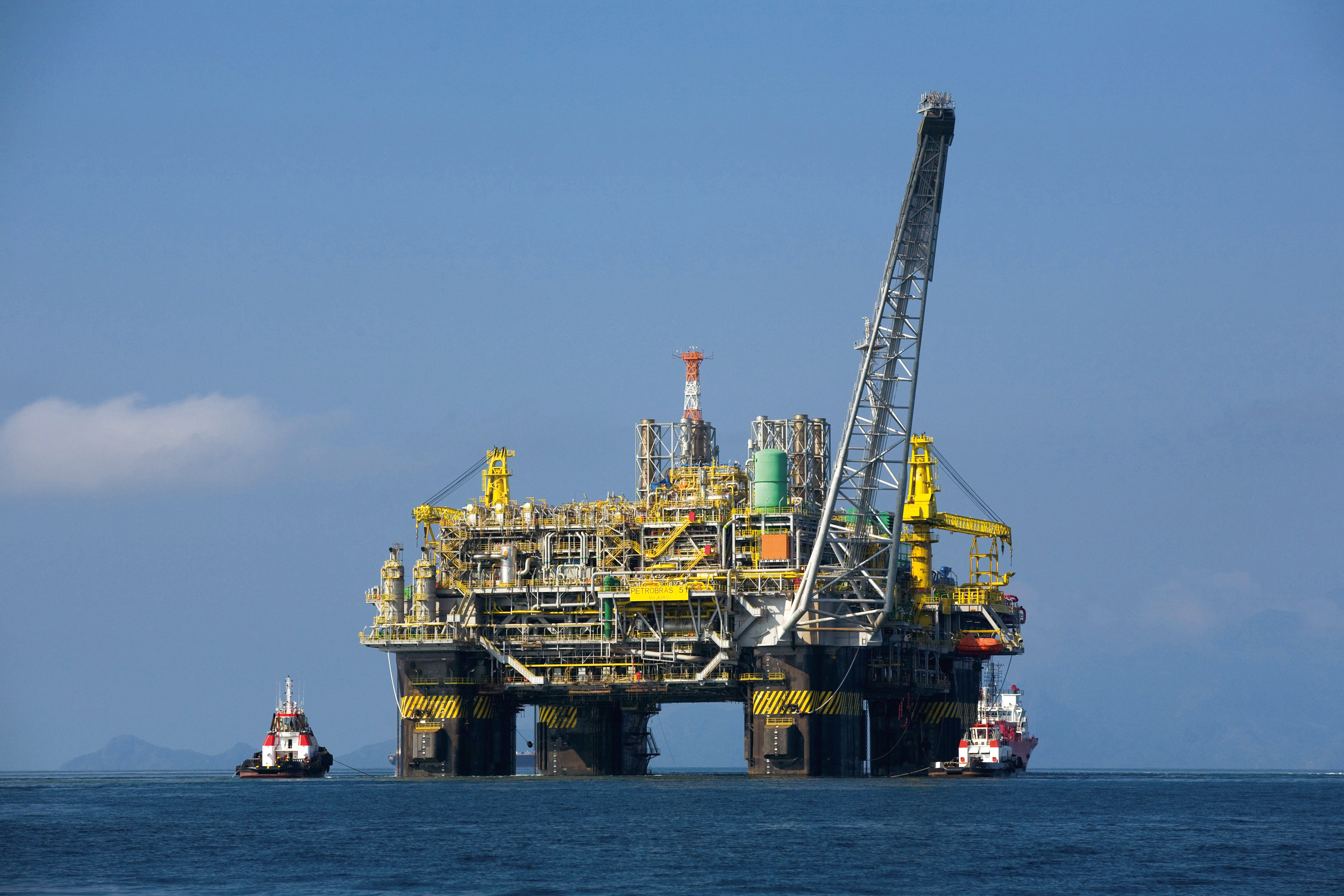
Нафтовидобувна платформа в морі на території Бразилії

Європа має порівняно невеликі запаси нафти та газоконденсату — 3,1 млрд т. Відкриття на початку 1970-х років великих покладів нафти і газу в Північному морі вивело Велику Британію на друге місце в Європі за видобутком нафти, а Норвегію — на третє. Румунія належить до числа країн, де видобуток нафти з викопаних вручну колодязів почався ще в 1857 р. (на два роки раніше, ніж у США). Її основні південноприкарпатські нафтові родовища в значній мірі вичерпані, в 1995 р. у країні було видобуто лише 6,6 млн т. Сумарний видобуток нафти в Данії, Югославії, Нідерландах, Німеччині, Італії, Албанії й Іспанії в тому ж році становив 18,4 млн т.
Головні виробники нафти на Близькому Сході — Саудівська Аравія, Іран, Ірак, ОАЕ і Кувейт. В Омані, Катарі і Сирії видобувається понад 266 тис. т нафти на добу (1995). Основні родовища нафти в Ірані та Іраку розташовані вздовж східної периферії Месопотамської низовини (найбільші з них — південніше міста Басра), а в Саудівській Аравії — на узбережжі Перської затоки.
В Південній і Східній Азії провідним виробником нафти є Китай, де добовий видобуток становить приблизно 407,6 тис. т (1995). Найбільші родовища — Дацин у провінції Хейлунцзян (приблизно 40 % усього видобутку Китаю), Шенлі в провінції Хебей (23 %) і Ляохе в провінції Ляохе (приблизно 8 %). Нафтогазоносні басейни поширені також у центральних і західних районах Китаю.
Друге місце за видобутком нафти і газу в цьому регіоні займає Індія. Основні запаси зосереджені в седиментаційних басейнах, що обрамляють докембрійський щит.
Видобуток нафти на території Індонезії почався з 1893 р. (о. Суматра) і досяг промислових масштабів у 1901 р. Наприкінці XX ст. Індонезія добувала 207,6 тис. т нафти на добу (1995), а також велику кількість природного газу.
Нафта добувається в Пакистані, М'янмі, Японії, Таїланді та Малайзії.
В Африці найбільшу кількість нафти видобувають Нігерія і Лівія, значні також родовища Алжиру і Єгипту.
Під час енергетичної кризи 1970-х років велися пошуки альтернативних джерел енергії, що могли б замінити нафту. У Канаді, наприклад, відкритим способом розроблялися бітумінозні піски (нафтоносні піски, у яких після зникнення легких фракцій залишаються важкі нафти, бітум і асфальт). У Росії міститься аналогічне родовище на Тимані (Ярицьке). У США зосереджені великі запаси горючих сланців (на заході шт. Колорадо й в інших районах). Найбільше родовище горючих сланців знаходиться в Естонії. У Росії горючі сланці зустрічаються в Ленінградській, Псковській і Костромській областях, Поволжі, Іркутському вугленосному басейні.
Запаси нафти у нафтових пісках Канади і Венесуели — (3,4 трлн барелів). Цієї нафти за нинішніх темпів споживання вистачить на 110 років.

## Переробка нафти. Нафтопродукти та їх характеристики

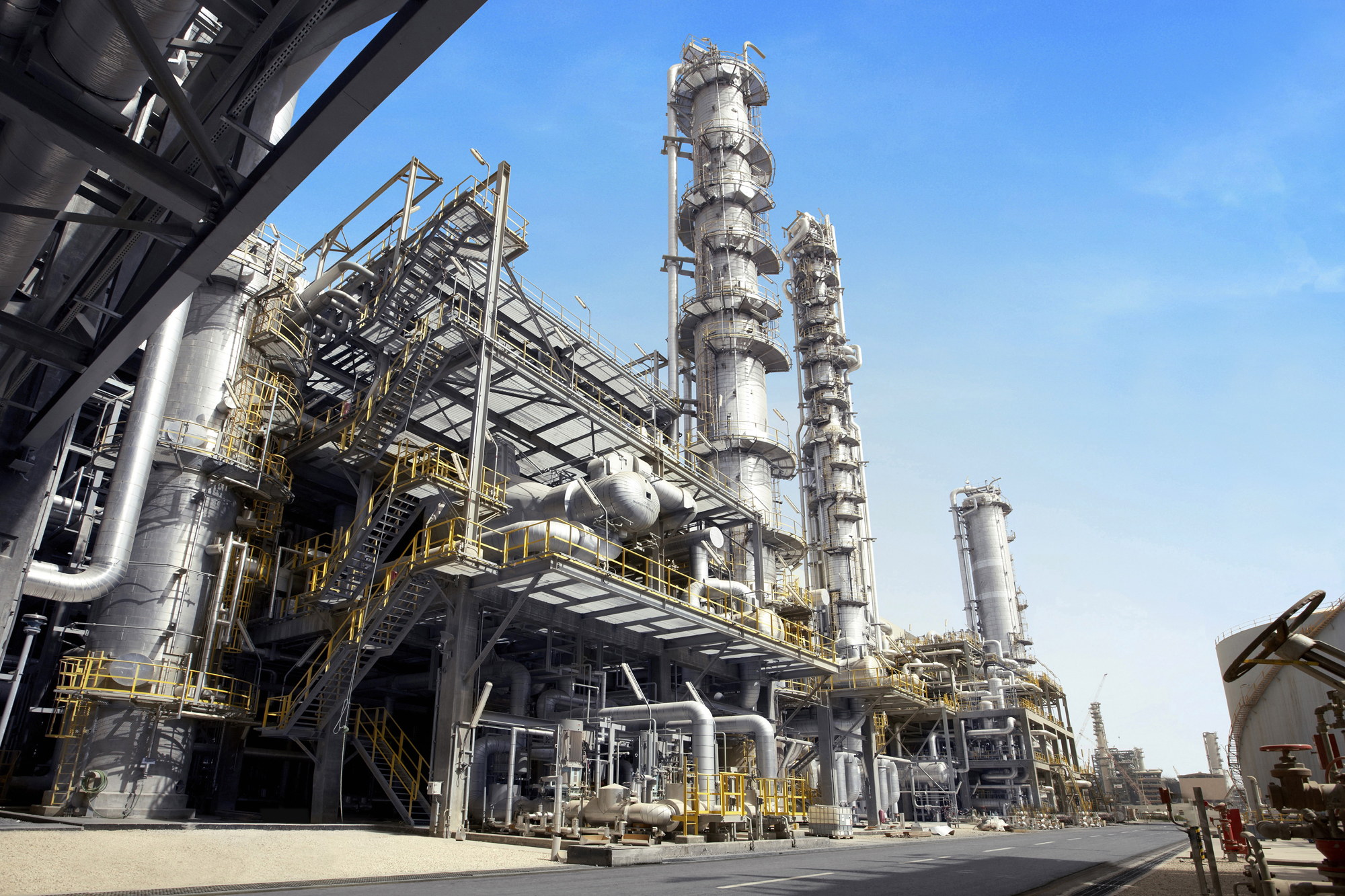
Нафтоперегінний завод в Саудівській Аравії

### Підготовка нафти до переробки
Видобуток нафти супроводжується вилученням із природних підземних резервуарів значних кількостей газу, води, механічних домішок і солей. При надходженні на поверхню газ, розчинений у нафті, відокремлюють від неї за допомогою системи сепарації. Найбільш легкі компоненти вуглеводних газів відокремлюють від нафти в нафтових трапах, колонках і мірниках. Найважчі вуглеводні гази відокремлюють від нафти в газових сепараторах. У трапі також відбувається очищення газу від нафтового пилу. Відділення газу від нафти і пилу в трапі відбувається за рахунок зміни тиску і швидкості нафтового потоку, що рухається. Для поліпшення процесу сепарації суміш, що надходить у трап, розприскують, для чого в трапах установлюють ґрати, відбійники, тарілки й ін. пристосування. Для поділу продуктів фонтанування високого тиску (вище 20 атм.) застосовують східчасту сепарацію, при якій досягається грубе фракціонування газу і використовується пластовий тиск для транспорту газу. Відділена від газу нафта спрямовується в промислові резервуари, а звідти на нафтопереробні заводи.
При відділенні газу від нафти в трапах і інших пристроях відокремлюється й основна маса води і механічних домішок. Відділення домішок і води відбувається також при відстоюванні і збереженні нафти в промислових резервуарах.
Присутність у нафті механічних домішок утруднює її транспортування по трубопроводах і переробку, викликає ерозію внутрішніх поверхонь труб нафтопроводів і утворення відкладень у теплообмінниках, печах і холодильниках, що приводить до зниження коефіцієнту теплопередачі, підвищує зольність залишків від перегонки нафти (мазуту і гудронів), сприяє утворенню стійких емульсій. Крім того, у процесі видобутку й транспортування нафти відбувається вагома втрата легких компонентів нафти — (метан, етан, пропан і т. д. включаючи бензинові фракції) — приблизно до 5 % від фракцій, що википають до 100 °С.
З метою зниження витрат на переробку нафти, викликаних втратою легких компонентів і надмірним зношуванням нафтопроводів і апаратів переробки, нафта піддається попередній обробці.
Для скорочення втрат легких компонентів здійснюють стабілізацію нафти, а також застосовують спеціальні герметичні резервуари зберігання нафти. Від основної кількості води й твердих частинок нафту звільняють шляхом відстоювання в резервуарах на холоді або при підігріві. Остаточно їх збезводнюють і знесолюють на спеціальних установках.
Однак вода й нафта часто утворюють важко роздільну емульсію, що сильно сповільнює або навіть перешкоджає зневоднюванню нафти. У загальному випадку емульсія — це система із двох взаємно нерозчинних рідин, у яких одна розподілена в іншій у зваженому стані у вигляді дрібних крапель. Існують два типи нафтових емульсій: нафта у воді, або гідрофільна емульсія, і вода в нафті, або гідрофобна емульсія. Частіше зустрічається гідрофобний тип нафтових емульсій. Утворенню стійкої емульсії передують зниження поверхневого натягу на границі розділення фаз і створення навколо частинок дисперсної фази міцного адсорбційного шару. Такі шари утворюють треті речовини — емульгатори. До гідрофільних емульгаторів належать лужні мила, желатин, крохмаль. Гідрофобними є добре розчинні в нафтопродуктах лужноземельні солі органічних кислот, смоли, а також дрібнодисперсні частинки сажі, глини, оксидів металів тощо.

### Переробка нафти

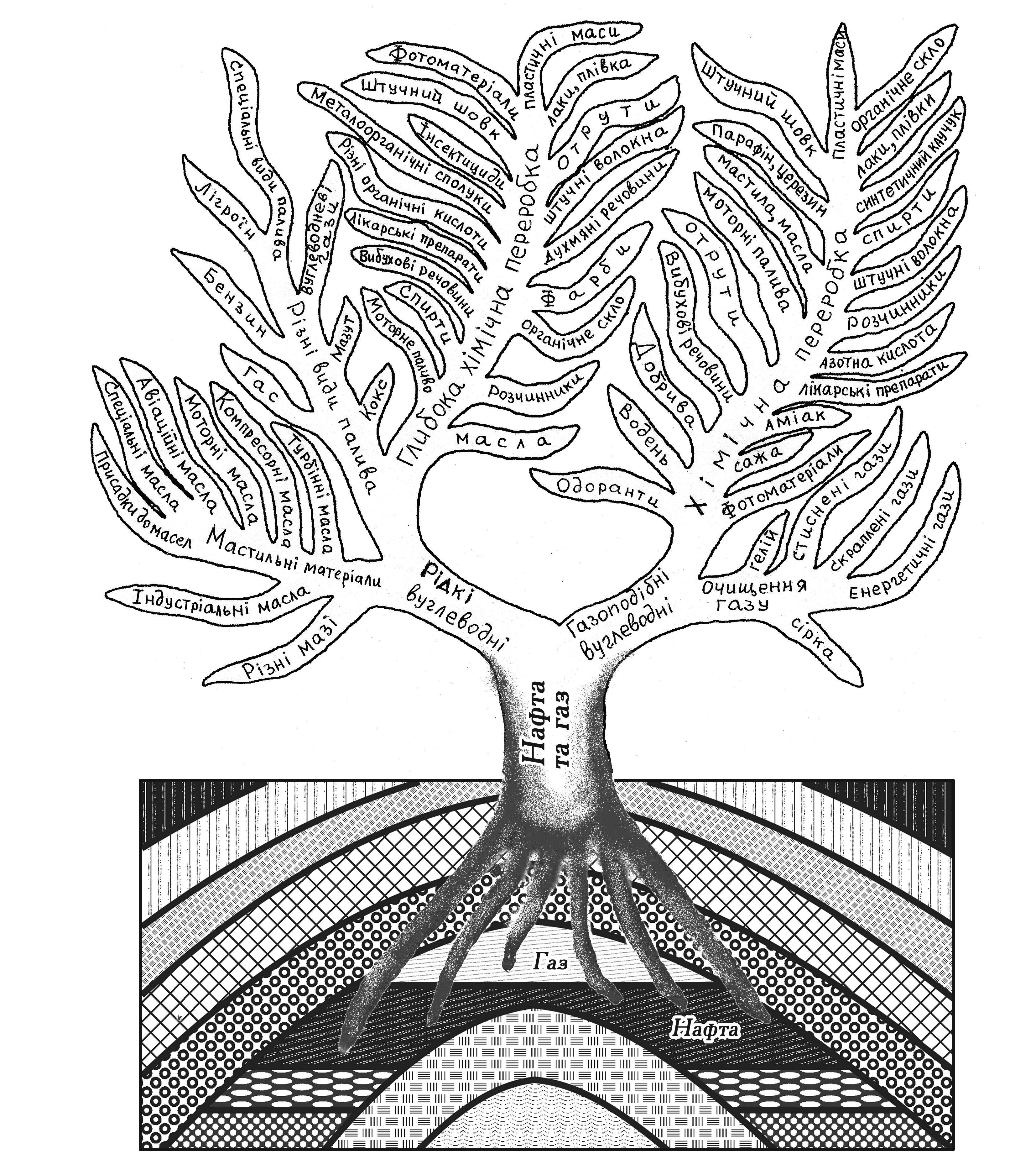
Дерево нафтопродуктів: основні продукти, які отримують з нафти та газу

Усі процеси переробки нафти пов'язані з нагріванням чи охолодженням, що вимагає всебічного вивчення теплових властивостей нафти і нафтопродуктів.
Чим легша нафта чи її фракція, тим більше значення її коефіцієнта теплового розширення. Питома теплоємність нафт при температурах від 0 до 50 °C коливається у вузьких межах — від 1,7 до 2,1 Дж/кг. Найчастіше з підвищенням густини нафти вона зменшується. Теплоємність окремих відгонів однієї і тієї ж нафти зменшується в міру підвищення густини, молекулярної маси фракцій і залежить від хімічного складу нафтопродукту і температури.
Теплота випару нафтових дистилятів при атмосферному тиску становить 160–320 кДж/кг. Теплота згоряння нафт коливається від 40 до 45 МДж/кг, причому вона тим більше, чим менше густина нафти чи фракцій.
При переробці нафти основна маса процесів супроводжується хімічними реакціями, розчиненням, адсорбцією, абсорбцією і змочуванням поверхонь реакторів, що протікають з поглинанням чи виділенням тепла. Тепловий ефект процесу в цілому складається з теплот цих етапів.
Розчинення вуглеводневих газів і нафтової пари у рідких нафтопродуктах супроводжується виділенням тепла, яке дорівнює теплоті їхньої конденсації. Розчинення твердих вуглеводнів у рідких нафтопродуктах звичайно супроводжується поглинанням тепла.
При адсорбції газів і нафтової пари на поверхні твердих тіл виділяється теплота, кількість якої залежить від природи речовини, яка адсорбується, й адсорбенту. При зануренні твердої речовини в рідкий нафтопродукт виділяється теплота змочування, величина якої залежить від природи речовини і хімічного складу нафтопродукту.
Для різних нафт поверхневий натяг на границі з повітрям коливається в межах 25–30 мН/м. Нафтопродукти, погано очищені від полярних домішок, також мають низький поверхневий натяг на межі з водою. Для добре очищених бензинів і олій поверхневий натяг становить до 50 мН/м. Найбільший поверхневий натяг при температурі 20 °C мають ароматичні вуглеводні, найменший — алкани, а нафтени й олефіни займають проміжне положення.
Поверхневий натяг вуглеводнів і нафтових фракцій лінійно зменшується з підвищенням температури і при критичній температурі дорівнює нулю. Зі збільшенням тиску поверхневий натяг у системі газ-рідина зменшується.
Для нафт і нафтопродуктів, як для складних сумішей, немає однієї точки затвердіння чи точки плавлення, а характерна наявність температурних інтервалів затвердіння і плавлення. Рідка нафта звичайно застигає при температурі близько -20 °C, але іноді і при +10 °C, що залежить від вмісту в ній твердих парафінів. Найнижчу температуру затвердіння (до -80 °C) мають бензини.
Температурою спалаху називають температуру, при якій з нафтопродукту, що нагрівається в стандартних умовах, виділяється стільки пари, що вони при піднесенні відкритого полум'я і доступності повітря загоряються з коротким спалахом, утворюючи легке полум'я, що перебігає, й відразу ж гасне. Чим вище температура кипіння нафтопродуктів, тим вище температура їхнього спалахування. Бензинові фракції мають температуру спалаху до -40 °C, гасові — понад 28 °C, масляні від 130 до 350 °C. Температура спалахування дає уявлення про те, наскільки дані продукти багаті легколеткими фракціями, і вказує на ступінь пожежонебезпеки і вибухонебезпеки стосовно нафтопродуктів.
Температура самозаймання — це та температура, при якій нафтопродукт при наявності кисню повітря загоряється без зіткнення рідини чи її пари з полум'ям або іскрою, а тільки внаслідок підігріву ззовні (через стінку). Для бензину вона дорівнює 420–530 °C, гасу — 380–440 °C, газойлю — 340–360 °C й реактивного палива — 380 °C. Алкани мають найнижчу температуру самозаймання (пентан — 284,4 °C), нафтени — середню (циклопентан — 385 °C) і арени — найвищу (бензол — 591,7 °C).
Показник заломлення нафтопродуктів визначають при проходженні світлового променя з повітря в нафтопродукт, і тому він завжди більше одиниці. Для вуглеводнів різних класів, при однаковій кількості атомів вуглецю в молекулах, найменшою рефракцією володіють алкани, потім ідуть олефіни, нафтени й арени. Показник заломлення суміші вуглеводнів є адитивною функцією її складу і тому використовується при визначенні структурно-групового вуглеводного складу олій.
Майже усі нафти і їх важкі відгони мають здатність обертати площину поляризації променів світла, причому для більшості з них характерне слабке праве обертання. Оптична активність зростає з підвищенням температури кипіння фракції. Штучні нафти, на відміну від природних, оптичної активності не виявляють. Оптичну активність природних нафт пояснюють наявністю в них продуктів розкладання холестерину і фітостерину, тобто характерних стеринів, що містяться в рослинах і тваринах. Це приводиться як один з доказів органічного походження нафти.

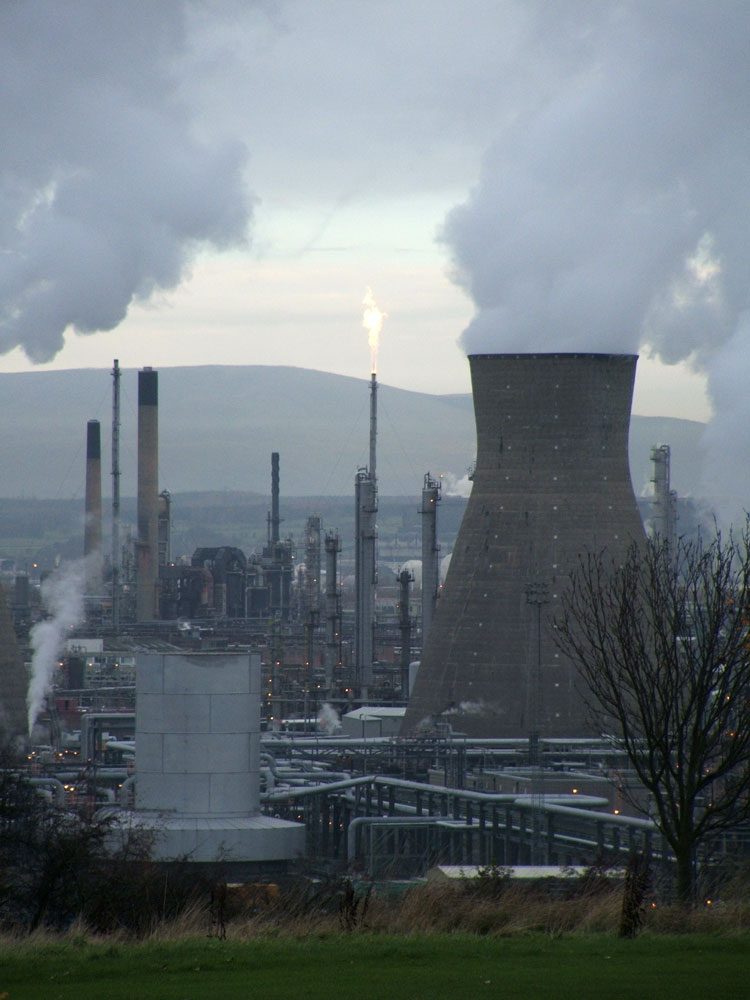
Нафтопереробний завод в Грейнджмуті, Шотландія.

Безводні нафти і нафтопродукти є діелектриками, і деякі з них застосовуються як електроізоляційний матеріал (парафін) чи ізолююче середовище (трансформаторна олія) у трансформаторах, масляних реостатах і вимикачах. Діелектрична проникність нафт і нафтопродуктів у порівнянні з іншими діелектриками невелика і їх діелектрична постійна коливається в межах 1,86-2,5. Вивчення діелектричних властивостей олій різного групового складу показало, що найстійкішими електричними параметрами володіють олії, що не мають ароматичних вуглеводнів, асфальто-смолистих речовин і твердих парафінів.
Нафта і нафтопродукти при терті (заповненні сховищ і перекачуванні з великою швидкістю по трубах, а також фільтрації) сильно електризуються і на їхній поверхні можуть накопичуватися заряди статичної електрики, у зв'язку з чим можуть відбуватися вибухи і пожежі. Найнебезпечніші в цьому відношенні світлі нафтопродукти, що особливо сильно електризуються. Для запобігання вибухів і пожеж апаратуру, трубопроводи і резервуари заземлюють, а також застосовують спеціальні антистатичні присадки до нафтопродуктів.
З водою ані нафти, ані нафтопродукти практично не змішуються, а їхня взаємна розчинність дуже мала і не перевищує сотих часток відсотка. У нафтових вуглеводнях вода розчиняється в невеликих кількостях — від 0,003 до 0,13 % при 40 °C. Розчинність води підвищується з ростом температури і зниженням молекулярної маси вуглеводнів. Взаємна розчинність води і нафтопродуктів має велике практичне значення в зв'язку з можливістю виділення з моторного палива мікрокрапельок чи кристаликів води, що може ускладнювати роботу двигунів.
Важливе значення в хімії нафти має питання про дію на нафту і нафтопродукти різних органічних розчинників. Аполярні розчинники цілком розчиняють нафту і нафтопродукти крім твердих парафінів і церезинів. Спирти розчиняють нафтопродукти вибірково. Полярні органічні розчинники (анілін, нітробензол, фенол) добре розчиняють ароматичні вуглеводні і не розчиняють алкани і нафтени.
Повна розчинність нафтових вуглеводнів настає тільки при певній температурі, яку називають критичною температурою розчинення (КТР). У практиці дослідження хімічного складу нафтопродуктів велике поширення одержали КТР у аніліні — так звані анілінові точки (АТ). Найнижчі анілінові точки в аренів, середні в нафтенів і олефінів і максимальні в алканів.
Вибірковість дії розчинників покладена в основу методу холодного фракціонування нафти". Метод вибірного дробового холодного розчинення й осадження застосовується при очищенні олій.
Нафтопродукти є добрими розчинниками жирів, олій, йоду, сірки, каучуку, причому розчинна здатність до жирів тим вище, чим більше в них аренів.

## Нафта в Україні

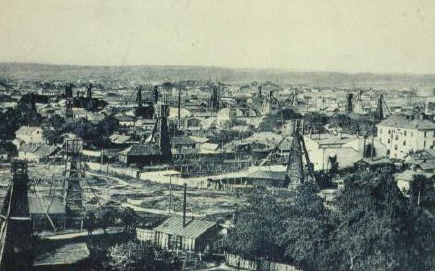
Панорама м. Борислава. Нафтові вежі. Поштова листівка 1920-ті рр.

На території України поклади нафти є у Передкарпатті, у Дніпровсько-Донецькій областях та на шельфі Чорного і Азовського морів. Західний нафтогазоносний регіон України (площа 73,2 тис. км²) за різноманітністю та складністю геологічної будови не має аналогів у Європі. За Державним балансом запасів корисних копалин України до 2017 року в регіоні було відкрито 122 родовища.
Першу письмову згадку про наявність у Карпатах витоків нафти («скельної олії») знайдено в хроніках львівського архієпископа Яна Длугоша (1415–1480 рр.). Початком кустарного видобутку нафти вважають 1771 рік, коли на Покутті в с. Слободі-Рунгурській з колодязя, який копали на сіль, на глибині 24 м отримали приблизно центнер нафти. З 1833 року стає відомим Бориславське родовище нафти й озокериту, а в 1853 львівські фармацевти Я. Зег та І. Лукасевич створили ефективний метод отримання гасу через дистиляцію й хімічне очищення нафти, що зумовило попит на нафту. 1865 року на території Борислава та його околиць було приблизно 5 000 колодязів завглибшки до 40 м. 1909 року Прикарпаття за рівнем видобутку нафти стало третім регіоном у світі (1,92 млн т/рік, ~6 %) після Баку й Техасу. Всього до 1939 року в Західному регіоні було пробурено 3,5 тис. свердловин.
1940 року на базі п'яти основних промислів було створено трест «Укрнафтовидобування», який пробурив за рік понад 65,9 км свердловин, з них 2,5 км пошуково-розвідувальних. Усього до 1945 року в Західному регіоні було видобуто 31 млн т нафти. 1967 року в регіоні було досягнуто максимального рівня видобутку нафти — 2,86 млн т. З 1971 року рівень видобутку нафти почав перевищувати приріст їхніх запасів. Це спричинило істотне падіння видобутку в наступні роки. Всього в 1971–1990 у регіоні було видобуто 32,04 млн т нафти. В часи незалежності розробку дрібних родовищ було покинуто, здійснювалася геологічна розвідка нових, знайдено 42 родовища. Видобуток нафти зменшився більше, ніж удвічі, з 868 до 412 тис. т.
Станом на 2017 рік запаси нафти складали 46,52 млн т., за весь час до цього було видобуто загалом 114,31 млн т. Україна лише на 10-12 % забезпечена нафтою власного виробництва.

## Цікаво
В. Черчілль влучно зауважував: «Якщо нафта королева, то Баку її трон».[джерело?]